# 有鬍女性

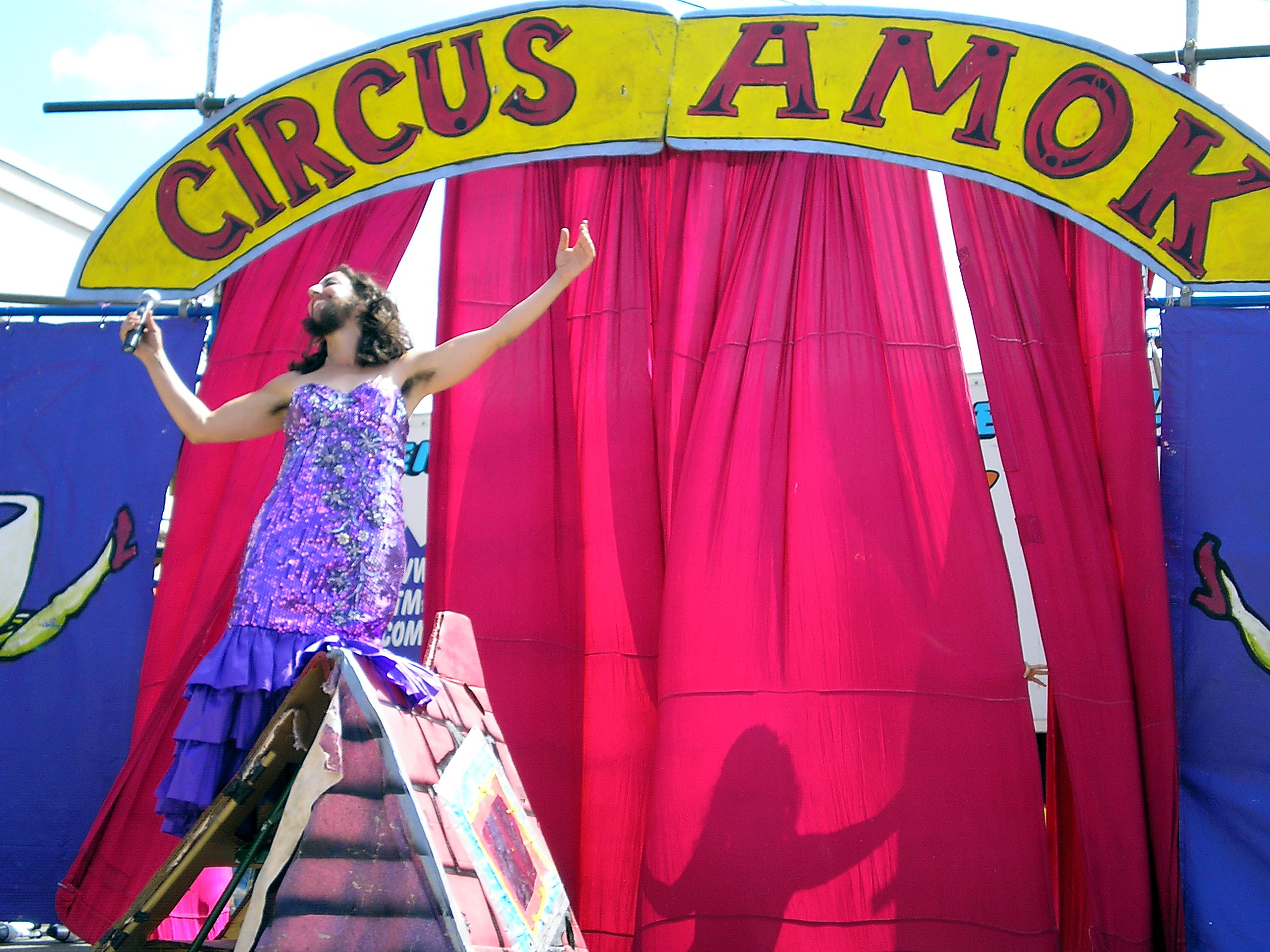

有鬍女性，是指患有多毛症的女性會像男性一樣臉部長出鬍鬚，这是一种存在人类中，极其罕见的人体现象。不過也有正常女性會偽造成這樣。近來也成為政治宣示或時尚宣示。有时，打睪酮的女性也会长胡子。

## 例子
- 宋徽宗時，有在酒家工作的朱姓婦女，40歲的時候忽然長出了六七寸的鬍鬚。下詔讓她當了道士。[1]